# Kodeks 0299
Kodeks 0299 (Gregory-Aland no. 0299) – grecko-koptyjski kodeks uncjalny Nowego Testamentu na pergaminie, datowany metodą paleograficzną na X lub XI wiek. Rękopis jest przechowywany w Paryżu. Tekst rękopisu jest wykorzystywany we współczesnych wydaniach greckiego Nowego Testamentu.

## Opis
Zachował się fragment 1 pergaminowej karty rękopisu, z greckim tekstem Ewangelii Jana (20,1-7) i koptyjskim tekstem Jana 21,23-25. Karta ma rozmiar 30,2 na 23,4 cm. Tekst jest pisany dwoma kolumnami na stronę, 40 linijek tekstu na stronę.

## Historia
INTF datuje rękopis 0299 na X lub XI wiek .
Na listę greckich rękopisów Nowego Testamentu wciągnął go Kurt Aland, oznaczając go przy pomocy siglum 0299. Rękopis został uwzględniony w II wydaniu Kurzgefasste. Rękopis jest wykorzystywany we współczesnych wydaniach greckiego Nowego Testamentu (NA27, NA28 i UBS4).
Rękopis jest przechowywany we Bibliotece Narodowej Francji (Copte 129, 10 fol. 199v) w Paryżu .